# Седова, Муза Ивановна
Муза Ивановна Седова (24 ноября 1926, Москва — 21 декабря 1999, там же) — советская и российская театральная актриса, народная артистка РСФСР (1985).

## Биография
Муза Ивановна Седова родилась 24 ноября 1926 года в Москве. В 1949 году окончила Государственный институт театрального искусства имени А. В. Луначарского.
С 1949 года до конца жизни была актрисой Малого театра в Москве. Сыграла более 50 ролей русского и зарубежного репертуара.
Член Союза театральных деятелей с 1951 года, неоднократно избиралась членом художественного совета Малого театра. В 1955 и 1961 годах участвовала в шефских поездках на целину, участвовала в военно-шефских поездках.
Много записывалась на радио.
Умерла 21 декабря 1999 года в Москве, похоронена на Химкинском кладбище (139-й участок).

### Семья
- Отец — Иван Васильевич Седов (1902—1979).
- Мать — Антонина Петровна Седова (1905—1972).

## Награды и премии
- Заслуженная артистка РСФСР (9.04.1968).
- Народная артистка РСФСР (21.11.1985).
- Медаль «За освоение целинных земель» (1961).
- Орден «Знак Почёта» (1971).
- Орден Дружбы народов (04.11.1974).
- Орден Дружбы (11.12.1996) — за заслуги перед государством, большой вклад в укрепление дружбы и сотрудничества между народами, многолетнюю плодотворную деятельность в области культуры и искусства[1].
- Благодарность Президента Российской Федерации (25.10.1999) — за большие заслуги в развитии театрального искусства и в связи со 175-летием театра[2]
- Почётная грамота фестиваля «Московская театральная весна» — за роль Руфины в спектакле «Золотые костры» (1976).

## Работы в театре
- «Когда горит сердце» В. Кина — Варя
- «Опасный спутник» А. Салынского — Ася
- «Иван Рыбаков» В. Гусева — Настя
- «Так и будет» К. М. Симонова — Анна Греч
- «Золотые костры» И. Штока — Руфина
- «Власть тьмы» Л. Н. Толстого — Акулина
- «Дачники» М. Горького — Калерия
- «Стакан воды» Э. Скриба — герцогиня Мальборо
- «Король Лир» У. Шекспира — Гонерилья
- «Дети Ванюшина» С. Найдёнова — Клавдия Щёткина
- «Накануне» И. С. Тургенева — Анна Васильевна Стахова
- «Перед заходом солнца» Г. Гауптмана — Беттина
- «Привидения» Г. Ибсена — Регина
- «Картина» Д. Гранина — Варвара
- «Живой труп» Л. Н. Толстого — Анна Павловна
- «Не было гроша, да вдруг алтын» А. Н. Островского — Анна Тихоновна
- «Царь Борис» А. К. Толстого — Василиса Волохова
- «И вновь встреча с юностью» А. Арбузова — Маша
- «Ревизор» Н. Гоголя  — жена унтер-офицера
- «Перед ужином» В. Розова  — Эмма Константиновна, мачеха Верочки
- «Горе от ума» А. Грибоедова  — княгиня Тугоуховская
- «Вызов» Г. Маркова и Э. Шима —  Надежда Андреевна Соловушкина, инженер
- «Грех» Стефана Жеромского  —  Ванда Огродская, хозяйка пансиона

## Радиотеатр
- 1956 — «Лето младшего брата» П. Гунара — Даце
- 1962 — «Ангарские были» А. Приставкина — 1-я девушка
- 1972 — «Дебют» З. Чернышовой (о начале творческого пути великой русской актрисы М. Н. Ермоловой) — актриса Н. Медведева
- 1976 — «Живой труп» Л. Н. Толстого — Анна Павловна, мать Лизы[3]
- 1976 — «Король Лир» У. Шекспира — Гонерилья
- 1987 — «Накануне» И. С. Тургенева — Анна Васильевна Стахова[4]

## Телеспектакли
1. 1966 — «Гравюра на дереве» (по мотивам одноимённого рассказа Б. Лавренёва) — Елена
2. 1969 — «Грех» (по одноимённой пьесе польского писателя Стефана Жеромского) — Ванда Огродская, хозяйка пансиона
3. 1974 — «Перед заходом солнца» Г. Гауптмана — Беттина
4. 1982 — «Король Лир» У. Шекспира — Гонерилья
5. 1984 — «Дети Ванюшина» С. Найденова — Клавдия